# Sansac-de-Marmiesse
Sansac-de-Marmiesse è un comune francese di 1 323 abitanti situato nel dipartimento del Cantal nella regione dell'Alvernia-Rodano-Alpi.

## Società

### Evoluzione demografica
Abitanti censiti